# Olivier Boscagli
Olivier Boscagli (Monaco, 18 novembre 1997) è un calciatore francese con cittadinanza monegasca, difensore o centrocampista del Brighton.

## Caratteristiche tecniche
Trova la sua collocazione ideale come difensore centrale, dotato di una buona velocità ed abilità in impostazione.
Nel corso della sua carriera ha ricoperto anche il ruolo di terzino sinistro e di mediano.

## Carriera
Cresce in Francia con la maglia del Nizza dove si mette in mostra con la maglia della seconda squadra. Il 18 dicembre 2015 all'età di 18 anni, segna il suo primo goal tra i professionisti nella vittoria contro il Montpellier per 1-0.
Il 23 agosto 2017 viene prestato al Nimes, dove colleziona 28 presenze in Ligue 2. Al rientro dal prestito, nel corso della stagione 2018/2019 scende in campo 13 volte trovando poco spazio con la maglia del Nizza.
Il 17 luglio 2019 passa a titolo definitivo al Psv per 2 milioni di euro. Il 25 ottobre 2020 segna il suo primo goal nella trasferta persa per 2-1 in casa del Vitesse. Il 22 dicembre successivo segna un goal di testa nella vittoria per 4-1 contro il Vvv-Venlo.
Nel corso della stagione 2021/2022 realizza 28 presenze con 4 reti in Eredivisie, contribuendo alla vittoria della Coppa d'Olanda.
L'annata successiva 2022/2023 si riconferma vincitore della Coppa d'Olanda e vince inoltre la supercoppa d'Olanda.
Vince poi altri due campionati olandesi (2023-2024, 2024-2025) per poi annunciare l'addio al club dopo sei stagioni totali.
Si accasa quindi da svincolato agli inglesi del Brighton, firmando un contratto valido fino al 2030.

## Statistiche

### Presenze e reti nei club
Statistiche aggiornate al 29 gennaio 2025.
| Stagione        | Squadra         | Campionato      | Campionato | Campionato | Coppe nazionali | Coppe nazionali | Coppe nazionali | Coppe continentali | Coppe continentali | Coppe continentali | Altre coppe | Altre coppe | Altre coppe | Totale | Totale |
| Stagione        | Squadra         | Comp            | Pres       | Reti       | Comp            | Pres            | Reti            | Comp               | Pres               | Reti               | Comp        | Pres        | Reti        | Pres   | Reti   |
| --------------- | --------------- | --------------- | ---------- | ---------- | --------------- | --------------- | --------------- | ------------------ | ------------------ | ------------------ | ----------- | ----------- | ----------- | ------ | ------ |
| 2015-2016       | Nizza 2         | CFA             | 10         | 0          | -               | -               | -               | -                  | -                  | -                  | -           | -           | -           | 10     | 0      |
| 2016-2017       | Nizza 2         | CFA             | 10         | 0          | -               | -               | -               | -                  | -                  | -                  | -           | -           | -           | 10     | 0      |
| ago. 2017       | Nizza 2         | N2              | 2          | 0          | -               | -               | -               | -                  | -                  | -                  | -           | -           | -           | 2      | 0      |
| 2014-2015       | Nizza           | L1              | 2          | 0          | CF+CdL          | 0+0             | 0               | UEL                | 0                  | 0                  | -           | -           | -           | 2      | 0      |
| 2015-2016       | Nizza           | L1              | 11         | 1          | CF+CdL          | 1+1             | 0               | -                  | -                  | -                  | -           | -           | -           | 13     | 1      |
| 2016-2017       | Nizza           | L1              | 1          | 0          | CF+CdL          | 0+1             | 0               | UEL                | 2                  | 0                  | -           | -           | -           | 4      | 0      |
| ago. 2017       | Nizza           | L1              | 0          | 0          | CF+CdL          | 0+0             | 0               | UCL                | 1                  | 0                  | -           | -           | -           | 1      | 0      |
| 2017-2018       | Nîmes           | L2              | 28         | 0          | CF+CdL          | 1+0             | 0               | -                  | -                  | -                  | -           | -           | -           | 29     | 0      |
| 2018-2019       | Nizza 2         | N2              | 2          | 0          | -               | -               | -               | -                  | -                  | -                  | -           | -           | -           | 2      | 0      |
| Totale Nizza 2  | Totale Nizza 2  | Totale Nizza 2  | 24         | 0          |                 | -               | -               |                    | -                  | -                  |             | -           | -           | 24     | 0      |
| 2018-2019       | Nizza           | L1              | 13         | 0          | CF+CdL          | 1+1             | 0               | -                  | -                  | -                  | -           | -           | -           | 15     | 0      |
| Totale Nizza    | Totale Nizza    | Totale Nizza    | 27         | 1          |                 | 5               | 0               |                    | 3                  | 0                  |             | -           | -           | 35     | 1      |
| 2019-2020       | PSV             | E               | 12         | 0          | CO              | 1               | 0               | UCL+UEL            | 0+4                | 0                  | SO          | 1           | 0           | 18     | 0      |
| 2020-2021       | PSV             | E               | 30         | 2          | CO              | 2               | 0               | UEL                | 10                 | 0                  | -           | -           | -           | 42     | 2      |
| 2021-2022       | PSV             | E               | 28         | 4          | CO              | 3               | 0               | UCL+UEL+UECL       | 5+6+3              | 0                  | SO          | 1           | 0           | 46     | 4      |
| 2022-2023       | PSV             | E               | 7          | 1          | CO              | 1               | 0               | UCL+UEL            | 0+0                | 0                  | SO          | -           | -           | 8      | 1      |
| 2023-2024       | PSV             | E               | 33         | 3          | CO              | 2               | 0               | UCL                | 11                 | 0                  | SO          | 1           | 0           | 47     | 3      |
| 2024-2025       | PSV             | E               | 20         | 1          | CO              | 1               | 0               | UCL                | 8                  | 0                  | SO          | -           | -           | 29     | 1      |
| Totale PSV      | Totale PSV      | Totale PSV      | 130        | 11         |                 | 10              | 0               |                    | 47                 | 0                  |             | 3           | 0           | 190    | 11     |
| Totale carriera | Totale carriera | Totale carriera | 209        | 12         |                 | 16              | 0               |                    | 50                 | 0                  |             | 3           | 0           | 278    | 12     |

## Palmarès

### Club

#### Competizioni nazionali
- Supercoppa dei Paesi Bassi: 2

PSV: 2021, 2023
- Coppa dei Paesi Bassi: 2

PSV: 2021-2022, 2022-2023
- Campionato olandese: 2

PSV: 2023-2024, 2024-2025

### Nazionale
- Campionato d'Europa Under-19: 1

Germania 2016